# Lagunillas, Puebla
Lagunillas är en ort i Mexiko.   Den ligger i kommunen Zihuateutla och delstaten Puebla, i den sydöstra delen av landet, 150 km nordost om huvudstaden Mexico City. Lagunillas ligger 1 202 meter över havet och antalet invånare är 545.
Terrängen runt Lagunillas är lite bergig. Runt Lagunillas är det ganska tätbefolkat, med 86 invånare per kvadratkilometer. Närmaste större samhälle är Huauchinango, 12,7 km väster om Lagunillas. I omgivningarna runt Lagunillas växer i huvudsak städsegrön lövskog.